# Sigatoka

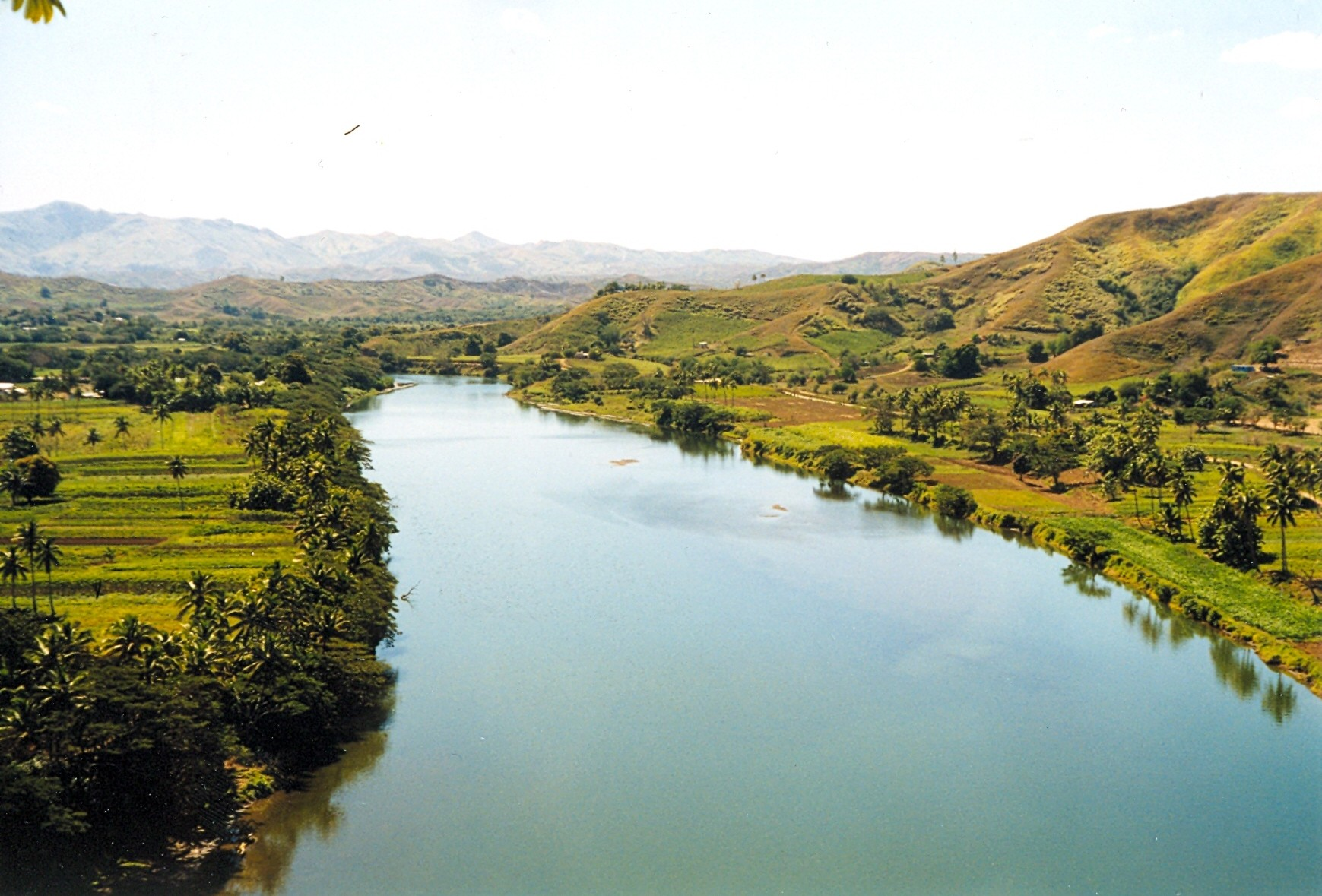
Der Sigatoka River

Sigatoka [ˌsiŋaˈtoka] (auch: Singatoka) ist eine Stadt auf der Insel Viti Levu, die zu den Fidschi-Inseln gehört. Sie befindet sich im südwestlichen Teil der Insel und wird vom Sigatoka River durchflossen. Der Fluss gab der Stadt ihren Namen. Bei der Volkszählung im Jahre 2007 erreichte die Stadt eine Bevölkerungszahl von etwa 9622 Einwohnern.
Sigatoka ist die Heimat des 1938 gegründeten Fußballvereins Nadroga FC.

## Persönlichkeiten
- Apisai Domolailai (* 1989), Rugbyspieler